# Francielle da Rocha
Francielle Gomes da Rocha (n. 10 iunie 1992, în Almenara) este o handbalistă din Brazilia care evoluează pe postul de centru pentru clubul românesc SCM Craiova și echipa națională a Braziliei. Anterior, în perioada 2021-2024, ea a evoluat pentru altă echipă românească HC Dunărea Brăila.
Rocha a evoluat pentru naționala de handbal feminin a Braziliei la Jocurile Olimpice de la Rio de Janeiro 2016 și Campionatul Mondial din 2015

## Palmares
- Campionatul Pan-American:
  -  Câștigătoare: 2013, 2015

- Liga Campionilor:
  - Grupe: 2014, 2015

- Cupa Cupelor:
  - Semifinalistă: 2015
  - Sfertfinalistă: 2014

- Liga Europeană:
  - Locul IV (Turneul Final Four): 2024

- Campionatul Austriei:
  -  Câștigătoare: 2014, 2015

- Campionatul Braziliei:
  -  Câștigătoare: 2019

- Campionatul Statului São Paulo:
  -  Câștigătoare: 2019, 2020
  -  Medalie de argint: 2016, 2018

- Cupa Austriei:
  -  Câștigătoare: 2014, 2015

- Cupa României:
  -  Finalistă: 2024
  -  Medalie de bronz: 2023

- Supercupa României:
  -  Medalie de bronz: 2023